# Gaspare Mainardi
Gaspare Mainardi (* Juni 1800 in Abbiategrasso, Mailand; † 9. März 1879 in Lecco) war ein italienischer Mathematiker.
Gaspare Mainardi studierte in Mailand und Pavia und wurde 1822 Assistent und danach Professor an der Universität von Pavia. Er lehrte gleichzeitig am Collegium Ghislieri und am Seminar. Mainardi befasste sich unter anderem mit Differentialgeometrie. Die Mainardi-Codazzi-Gleichungen zur Theorie der Flächen im dreidimensionalen Raum sind nach ihm benannt. Er war Mitglied der Accademia dei Lincei.

## Schriften
- Su la teoria generale delle superficie, Giornale dell' Istituto Lombardo, Band 9, 1856, S. 385–404